# Torsten Palm
Torsten Palm (Kristinehamn, 23 de julho de 1947) é um ex-automobilista sueco de Fórmula 1.